# Elecciones generales de España de 1996
El domingo 3 de marzo de 1996 se celebraron elecciones generales en España. El presidente del Gobierno, Felipe González, se vio obligado políticamente a convocar elecciones cuando aún no habían pasado tres años de las anteriores, después de que la coalición Convergencia y Unión contribuyese, con su voto, a que el Parlamento enmendase a la totalidad el proyecto de Ley de Presupuestos Generales del Estado 1996. De hecho, las elecciones estaban originalmente previstas para el domingo 6 de julio de 1997, adelantándose más de un año.
La de 1996 fue la elección más reñida del período democrático de España. El PSOE, en el Gobierno desde hacía casi 14 años, perdió las elecciones en favor del Partido Popular, siendo su líder en aquel momento José María Aznar. Por su parte, la Izquierda Unida de Julio Anguita aumentó su número de escaños hasta conseguir su máximo histórico, 21 escaños. El Partido Popular se convirtió en el partido vencedor con 156 escaños, y con una diferencia de solo un 1,16% de votos y 15 escaños sobre el PSOE, que se despedía del poder después de 14 años seguidos de gobierno. El triunfo por la mínima de los populares requirió dos meses de negociaciones hasta que en mayo, Aznar logra ser investido presidente con el apoyo de los nacionalistas de CIU (16, Pacto del Majestic), PNV (5) y Coalición Canaria (4).
Respecto a 1993 el PP ganó al PSOE en las provincias de Asturias, Cantabria, Álava, Huesca, Zaragoza, Teruel, Albacete, Toledo y en la ciudad autónoma de Melilla.
El mismo día tuvieron lugar elecciones parlamentarias en Andalucía. Al igual que las generales, fueron anticipadas debido a la imposibilidad de aprobar los presupuestos, ya que el PSOE no contaba con mayoría en el Parlamento andaluz y no obtuvo el apoyo de ninguno de los otros grupos con representación en la cámara.

## Campaña electoral
Felipe González convocó elecciones después de no poder aprobar los presupuestos para 1996, luego de que Convergencia i Unió rompiera el pacto de legislatura que había acordado con los socialistas tras las anteriores elecciones. El PSOE presentó en su campaña electoral una "España en positivo", que había cambiado radicalmente desde 1982, y en la que, pese a la crisis económica, los españoles vivían a gusto. El PSOE protagonizó la polémica de la campaña con un vídeo en el que presentaba a la oposición del PP como una fuerza oscura, amenazante y contraria al progreso, personificándola en figuras aterradoras, como un dóberman que ladra al espectador.
El mensaje del PP era simple: España necesitaba un cambio. Después de cuatro legislaturas, Felipe González había formado una España a su medida, y aquella España estaba azotada por el paro y la corrupción. Aznar se postuló para iniciar una nueva etapa presentando un mensaje acogedor, ensalzando a las clases medias y los emprendedores. En estas elecciones el PP concluyó su viaje al centro para mostrarse como un partido moderado y moderno, mostrándose definitivamente alejado, en su imagen y sus planteamientos, del origen franquista de su predecesor, Alianza Popular.
El mensaje de Izquierda Unida, con Julio Anguita en máximos históricos de popularidad, fue simple: "Decide". En esta ocasión, para la fuerza de izquierdas había llegado el momento de condicionar la mayoría y entrar en el Gobierno. Los nacionalistas, pese a haber roto el pacto con González, continuaban ofreciéndose para formar parte de la gobernabilidad en el Congreso.

### Lemas electorales
- Partido Popular: Con la nueva mayoría.
- Partido Socialista Obrero Español: España en positivo.
- Izquierda Unida: Decide.
- Convergencia i Unió: Fem que Catalunya sigui clau. (Hagamos que Cataluña sea clave)

## Resultados

### Congreso de los Diputados
- Electorado: 32 531 833
  - 32 005 768 residentes en España
  - 526 065 residentes en el extranjero
- Votantes: 25 172 058 (77,38 %)
  - 24 990 315 (78,08 %) residentes en España
  - 181 743 (34,55 %) residentes en el extranjero
- Abstención: 7 359 775 (22,62 %)
- Votos válidos: 25 046 276 (99,50 %)
- Votos nulos: 125 782 (0,50 %)
- Votos a candidaturas: 24 802 931 (99,03 %)
- Votos en blanco: 243 345 (0,97 %)

| ← Elecciones generales de España, 3 de marzo de 1996 →   |                             |           |       |         |     |
| Partido                                                  | Cabeza de lista             | Votos     | %     | Escaños | +/- |
| Partido Popular (PP) a                                   | José María Aznar            | 9 716 006 | 38,79 | 156 b   | +15 |
| Partido Socialista Obrero Español (PSOE) c               | Felipe González             | 9 425 678 | 37,63 | 141 d   | -18 |
| Izquierda Unida (IU) e                                   | Julio Anguita               | 2 639 774 | 10,54 | 21 f    | +3  |
| Convergència i Unió (CiU)                                | Joaquim Molins              | 1 151 633 | 4,6   | 16 g    | -1  |
| Partido Nacionalista Vasco (EAJ-PNV)                     | Iñaki Anasagasti            | 318 951   | 1,27  | 5       | =   |
| Coalición Canaria (CC)                                   | José Carlos Mauricio        | 220 418   | 0,88  | 4 h     | =   |
| Bloque Nacionalista Galego (BNG)                         | Francisco Rodríguez Sánchez | 220 147   | 0,88  | 2       | +2  |
| Herri Batasuna (HB)                                      |                             | 181 304   | 0,72  | 2       | =   |
| Esquerra Republicana de Catalunya (ERC)                  | Pilar Rahola                | 167 641   | 0,67  | 1       | =   |
| Eusko Alkartasuna (EA)                                   | Begoña Lasagabaster         | 115 861   | 0,46  | 1       | =   |
| Unió Valenciana (UV)                                     | José María Chiquillo        | 91 575    | 0,37  | 1       | =   |
| Partido Andalucista (PA)                                 | María del Mar Calderón      | 134 800   | 0,54  | -       | =   |
| Los Verdes Europeos (LVE)                                | Ana Segura                  | 61 689    | 0,25  | -       | =   |
| Chunta Aragonesista (CHA)                                | José Antonio Labordeta      | 49 739    | 0,2   | -       | =   |
| Unión Centrista (UC)                                     | Fernando García Fructuoso   | 44 771    | 0,18  | -       | =   |
| Unitat del Poble Valencià-Bloc Nacionalista (UPV-BN)     | Xavier Hervàs               | 26 777    | 0,11  | -       | =   |
| Coalición PSM-ENE (PSM-ENE)                              | Maria Antònia Vadell        | 24 644    | 0,1   | -       | =   |
| Los Verdes-Grupo Verde (LV-GV)                           |                             | 17 177    | 0,07  | -       | =   |
| Convergencia de Demócratas de Navarra (CDN)              |                             | 17 020    | 0,07  | -       | =   |
| Partido Revolucionario de los Trabajadores (PRT)         |                             | 14 854    | 0,06  | -       | =   |
| Partido Comunista de los Pueblos de España (PCPE)        |                             | 14 513    | 0,06  | -       | =   |
| Partido Humanista (PH)                                   |                             | 13 482    | 0,05  | -       | =   |
| Partíu Asturianista (PAS)                                |                             | 12 213    | 0,05  | -       | =   |
| Falange Española Auténtica (FEA)                         |                             | 12 114    | 0,05  | -       | =   |
| Unión del Pueblo Leonés (UPL)                            |                             | 12 049    | 0,05  | -       | =   |
| Iniciativa Ciudadana Vasca (ICV-GORORDO)                 |                             | 11 833    | 0,05  | -       | =   |
| Los Verdes de Madrid (LV)                                |                             | 8483      | 0,03  | -       | =   |
| Coalición Extremeña (CEX)                                |                             | 7312      | 0,03  | -       | =   |
| Unió Mallorquina (UM)                                    |                             | 6943      | 0,03  | -       | =   |
| Tierra Comunera-Partido Nacionalista Castellano (TC-PNC) |                             | 6206      | 0,02  | -       | =   |
| Partido Riojano (PR)                                     |                             | 6065      | 0,02  | -       | =   |
| Partit Ecologista de Catalunya (PEC-Verdes)              |                             | 4305      | 0,02  | -       | =   |
| Unidad Regionalista de Castilla y León (URCL)            |                             | 4061      | 0,02  | -       | =   |
| Nación Andaluza (NA)                                     |                             | 3505      | 0,01  | -       | =   |
| Alianza por la Unidad Nacional (AUN)                     |                             | 3397      | 0,01  | -       | =   |
| Salamanca, Zamora, León (PREPAL)                         |                             | 2762      | 0,01  | -       | =   |
| SOS Naturaleza (SOS)                                     |                             | 2753      | 0,01  | -       | =   |
| Coalición Republicana (CR (POSI)-ADS))                   |                             | 2744      | 0,01  | -       | =   |
| Frente por la Independencia de Canarias (FREPIC)         |                             | 2567      | 0,01  | -       | =   |
| Partido Socialista del Pueblo de Ceuta (PSPC)            |                             | 2365      | 0,01  | -       | =   |
| Partido Regionalista de Castilla-La Mancha (PRCM)        |                             | 2279      | 0,01  | -       | =   |
| Frente Popular Galega (FPG)                              |                             | 2065      | 0,01  | -       | =   |
| Socialistas Independientes de Extremadura (SIEX)         |                             | 1678      | 0,01  | -       | =   |
| Partido Regional Independiente Madrileño (PRIM)          |                             | 1671      | 0,01  | -       | =   |
| Partido Roji-Verde (PRV)                                 |                             | 1656      | 0,01  | -       | =   |
| Falange Española Independiente (FE(I))                   |                             | 1550      | 0,01  | -       | =   |
| Nueva Región (NR)                                        |                             | 1452      | 0,01  | -       | =   |
| Acción Republicana (AR)                                  |                             | 1237      | 0,0   | -       | =   |
| Plataforma Independent Ciutadana de Catalunya (PICC)     |                             | 1229      | 0,0   | -       | =   |
| Esquerra Nacionalista Valenciana (ENV)                   |                             | 1023      | 0,0   | -       | =   |
| Partido de El Bierzo (PB)                                |                             | 1000      | 0,0   | -       | =   |
| Partido Canario Nacionalista (PCN)                       |                             | 722       | 0,0   | -       | =   |
| Unión Provincial Alicantina (UPRA)                       |                             | 651       | 0,0   | -       | =   |
| Unidad Andaluza Democrática (UAD)                        |                             | 627       | 0,0   | -       | =   |
| Acción Democrática Ciudadana (ADEC)                      |                             | 598       | 0,0   | -       | =   |
| Voz del Pueblo Andaluz (VDPA)                            |                             | 529       | 0,0   | -       | =   |
| Estado Nacional Europeo (N)                              |                             | 495       | 0,0   | -       | =   |
| Agrupación Liberal Autonomista y Social (ALAS)           |                             | 402       | 0,0   | -       | =   |
| Aliança Balear (ABA)                                     |                             | 379       | 0,0   | -       | =   |
| Partido Regionalista de Guadalajara (PRGU)               |                             | 338       | 0,0   | -       | =   |
| Liga Autónoma Española (LAE)                             |                             | 296       | 0,0   | -       | =   |
| Dinámica Social Aragonesa (DSA)                          |                             | 265       | 0,0   | -       | =   |
| Partido La Gente (LG)                                    |                             | 243       | 0,0   | -       | =   |
| Partido Interzamorano (PIZ)                              |                             | 215       | 0,0   | -       | =   |
| Partido Nacionalista de Melilla (PNM)                    |                             | 200       | 0,0   | -       | =   |
| Centristas de la Comunidad Valenciana (CCV)              |                             | 0         | 0,0   | -       | =   |
| Partido Obrero Revolucionario (POR)                      |                             | 0         | 0,0   | -       | =   |
| Partido de los Trabajadores Autónomos de España (PAE)    |                             | 0         | 0,0   | -       | =   |
| Agrupaciones Familiares Independientes Tinerfeñas (AFIT) |                             | 0         | 0,0   | -       | =   |
| Partido Aragonés Regionalista (PAR)                      |                             | N/A       | N/A   | 0       | -1  |

a Incluye al Partido Aragonés Regionalista (PAR) y a Unión del Pueblo Navarro (UPN).

b De ellos, 2 de UPN y 1 del PAR.

c Incluye al Partido de los Socialistas de Cataluña (PSC) y al Partido Socialista de Euskadi-Euskadiko Ezkerra (PSE-EE). (Federación Progresista y Partido Democrático de la Nueva Izquierda a partir de las municipales 1999 concurren siempre dentro o en coalición con Partido Socialista Obrero Español a todas las elecciones)

d De ellos, 19 del PSC.

e Incluye a Partido Comunista de España (PCE), el Partit Socialista Unificat de Catalunya (PSUC), el Partido de Acción Socialista (PASOC), Izquierda Republicana (IR), Federación Progresista, Partido Democrático de la Nueva Izquierda, el Colectivo de Unidad de los Trabajadores-Bloque Andaluz de Izquierdas (CUT-BAI) así como Iniciativa per Catalunya, Esquerda Galega, Los Verdes de Andalucía, Los Verdes de la Región de Murcia, Los Verdes de Extremadura y personas a nivel independiente. (Federación Progresista y Partido Democrático de la Nueva Izquierda a partir de las municipales 1999 concurren siempre dentro o en coalición con Partido Socialista Obrero Español a todas las elecciones)

f De ellos 12 del PCE, 4 de Partido Democrático de la Nueva Izquierda, 2 del PSUC, 1 de PASOC y 2 independientes.

g De ellos 11 del CDC y 5 del UDC.

h De ellos 2 de AIC, 1 de CCN y 1 de ICAN.

#### Resultados por circunscripciones

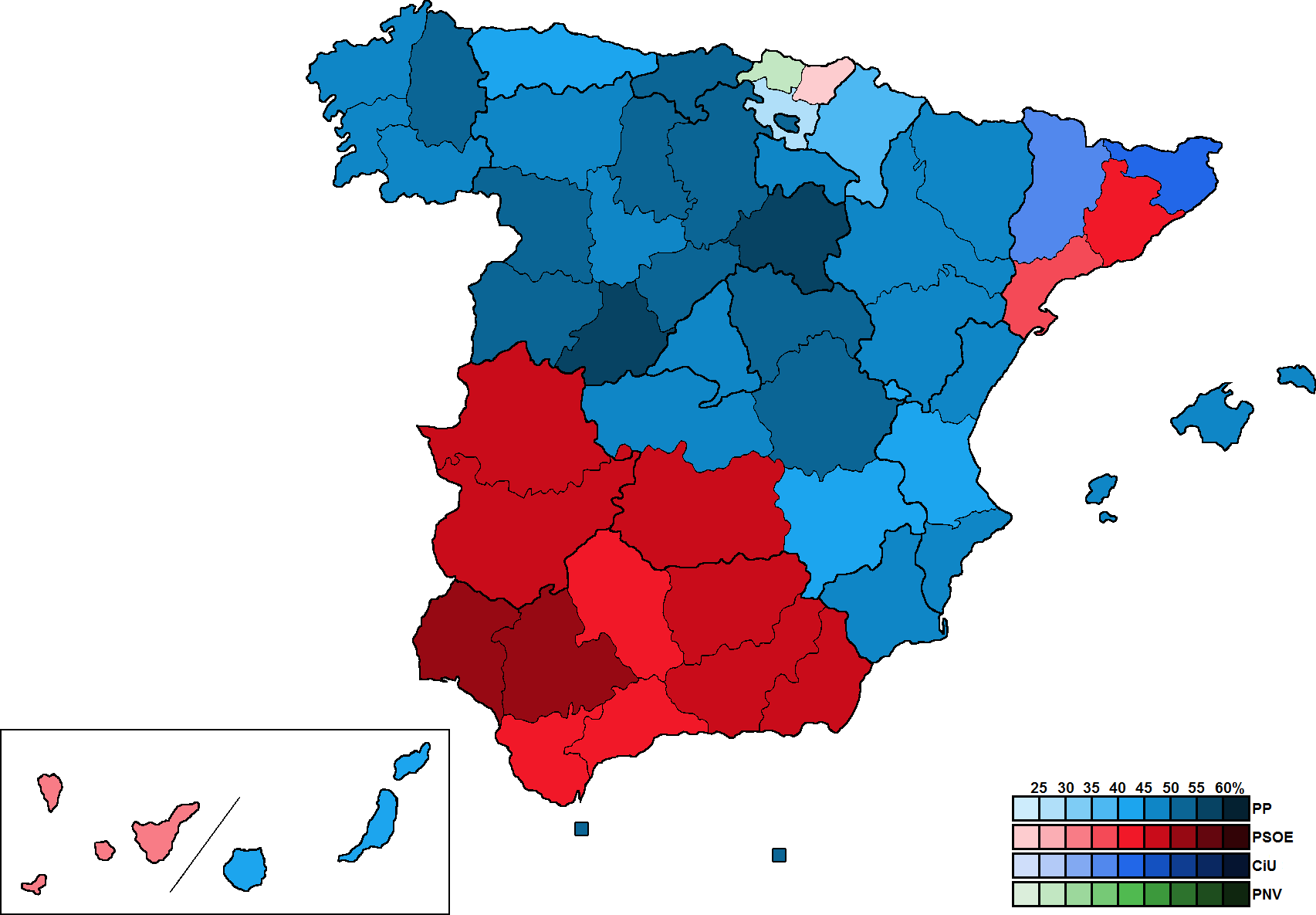
Resultados al Congreso de los Diputados por circunscripción.

| Circunscripción        | PP  | PSOE | IU | CiU | ERC | PNV | EA | HB | CC | BNG | UV | Total |
| ---------------------- | --- | ---- | -- | --- | --- | --- | -- | -- | -- | --- | -- | ----- |
| Álava                  | 2   | 1    |    |     |     | 1   |    |    |    |     |    | 4     |
| Albacete               | 2   | 2    |    |     |     |     |    |    |    |     |    | 4     |
| Alicante               | 5   | 5    | 1  |     |     |     |    |    |    |     |    | 11    |
| Almería                | 2   | 3    |    |     |     |     |    |    |    |     |    | 5     |
| Asturias               | 4   | 4    | 1  |     |     |     |    |    |    |     |    | 9     |
| Ávila                  | 2   | 1    |    |     |     |     |    |    |    |     |    | 3     |
| Badajoz                | 3   | 3    |    |     |     |     |    |    |    |     |    | 6     |
| Baleares, Islas        | 4   | 3    |    |     |     |     |    |    |    |     |    | 7     |
| Barcelona              | 6   | 13   | 2  | 9   | 1   |     |    |    |    |     |    | 31    |
| Burgos                 | 3   | 1    |    |     |     |     |    |    |    |     |    | 4     |
| Cáceres                | 2   | 3    |    |     |     |     |    |    |    |     |    | 5     |
| Cádiz                  | 4   | 4    | 1  |     |     |     |    |    |    |     |    | 9     |
| Cantabria              | 3   | 2    |    |     |     |     |    |    |    |     |    | 5     |
| Castellón              | 3   | 2    |    |     |     |     |    |    |    |     |    | 5     |
| Ceuta                  | 1   |      |    |     |     |     |    |    |    |     |    | 1     |
| Ciudad Real            | 2   | 3    |    |     |     |     |    |    |    |     |    | 5     |
| Córdoba                | 2   | 4    | 1  |     |     |     |    |    |    |     |    | 7     |
| Coruña, La             | 5   | 3    |    |     |     |     |    |    |    | 1   |    | 9     |
| Cuenca                 | 2   | 1    |    |     |     |     |    |    |    |     |    | 3     |
| Gerona                 |     | 2    |    | 3   |     |     |    |    |    |     |    | 5     |
| Granada                | 3   | 3    | 1  |     |     |     |    |    |    |     |    | 7     |
| Guadalajara            | 2   | 1    |    |     |     |     |    |    |    |     |    | 3     |
| Guipúzcoa              | 1   | 2    |    |     |     | 1   | 1  | 1  |    |     |    | 6     |
| Huelva                 | 2   | 3    |    |     |     |     |    |    |    |     |    | 5     |
| Huesca                 | 2   | 1    |    |     |     |     |    |    |    |     |    | 3     |
| Jaén                   | 3   | 3    |    |     |     |     |    |    |    |     |    | 6     |
| León                   | 3   | 2    |    |     |     |     |    |    |    |     |    | 5     |
| Lérida                 | 1   | 1    |    | 2   |     |     |    |    |    |     |    | 4     |
| Lugo                   | 2   | 2    |    |     |     |     |    |    |    |     |    | 4     |
| Madrid                 | 17  | 11   | 6  |     |     |     |    |    |    |     |    | 34    |
| Málaga                 | 4   | 5    | 1  |     |     |     |    |    |    |     |    | 10    |
| Melilla                | 1   |      |    |     |     |     |    |    |    |     |    | 1     |
| Murcia                 | 5   | 3    | 1  |     |     |     |    |    |    |     |    | 9     |
| Navarra                | 2   | 2    | 1  |     |     |     |    |    |    |     |    | 5     |
| Orense                 | 3   | 1    |    |     |     |     |    |    |    |     |    | 4     |
| Palencia               | 2   | 1    |    |     |     |     |    |    |    |     |    | 3     |
| Palmas, Las            | 3   | 2    |    |     |     |     |    |    | 2  |     |    | 7     |
| Pontevedra             | 4   | 3    |    |     |     |     |    |    |    | 1   |    | 8     |
| Rioja, La              | 2   | 2    |    |     |     |     |    |    |    |     |    | 4     |
| Salamanca              | 3   | 1    |    |     |     |     |    |    |    |     |    | 4     |
| Santa Cruz de Tenerife | 2   | 3    |    |     |     |     |    |    | 2  |     |    | 7     |
| Segovia                | 2   | 1    |    |     |     |     |    |    |    |     |    | 3     |
| Sevilla                | 4   | 7    | 2  |     |     |     |    |    |    |     |    | 13    |
| Soria                  | 2   | 1    |    |     |     |     |    |    |    |     |    | 3     |
| Tarragona              | 1   | 3    |    | 2   |     |     |    |    |    |     |    | 6     |
| Teruel                 | 2   | 1    |    |     |     |     |    |    |    |     |    | 3     |
| Toledo                 | 3   | 2    |    |     |     |     |    |    |    |     |    | 5     |
| Valencia               | 7   | 6    | 2  |     |     |     |    |    |    |     | 1  | 16    |
| Valladolid             | 3   | 2    |    |     |     |     |    |    |    |     |    | 5     |
| Vizcaya                | 2   | 2    | 1  |     |     | 3   |    | 1  |    |     |    | 9     |
| Zamora                 | 2   | 1    |    |     |     |     |    |    |    |     |    | 3     |
| Zaragoza               | 4   | 3    |    |     |     |     |    |    |    |     |    | 7     |
| TOTAL                  | 155 | 142  | 21 | 16  | 1   | 5   | 1  | 2  | 4  | 2   | 1  | 350   |

### Senado
- Electorado: 32 531 833
- Votantes: 25 155 510 (77,33 %)
- Abstención: 7 376 323 (22,67 %)
- Votos válidos: 24 502 854 (97,41 %)
- Votos nulos: 652 656 (2,59 %)
- Votos a candidaturas: 24 020 253 (98,03 %)
- Votos en blanco: 482 601 (1,97 %)

| ← Elecciones generales de España, 3 de marzo de 1996 → Senadores electos |                                                               |         |
| Participación | Partido                                                       | Escaños |
| - Electorado: 29 604 055 - Votantes: 20 684 212 (69,87 %) - Abstención: 8 919 843 (30,13 %) - Votos válidos: 19 974 111 (96,57 %) - Votos nulos: 710 101 (3,43 %) - Votos a candidaturas: 19 639 993 (98,33 %) - Votos en blanco: 334 118 (1,67 %) | Partido Popular (PP)                                          | 112     |
| - Electorado: 29 604 055 - Votantes: 20 684 212 (69,87 %) - Abstención: 8 919 843 (30,13 %) - Votos válidos: 19 974 111 (96,57 %) - Votos nulos: 710 101 (3,43 %) - Votos a candidaturas: 19 639 993 (98,33 %) - Votos en blanco: 334 118 (1,67 %) | Partido Socialista Obrero Español (PSOE)                      | 81      |
| - Electorado: 29 604 055 - Votantes: 20 684 212 (69,87 %) - Abstención: 8 919 843 (30,13 %) - Votos válidos: 19 974 111 (96,57 %) - Votos nulos: 710 101 (3,43 %) - Votos a candidaturas: 19 639 993 (98,33 %) - Votos en blanco: 334 118 (1,67 %) | Convergència i Unió (CiU)                                     | 8       |
| - Electorado: 29 604 055 - Votantes: 20 684 212 (69,87 %) - Abstención: 8 919 843 (30,13 %) - Votos válidos: 19 974 111 (96,57 %) - Votos nulos: 710 101 (3,43 %) - Votos a candidaturas: 19 639 993 (98,33 %) - Votos en blanco: 334 118 (1,67 %) | Partido Nacionalista Vasco (EAJ-PNV)                          | 4       |
| - Electorado: 29 604 055 - Votantes: 20 684 212 (69,87 %) - Abstención: 8 919 843 (30,13 %) - Votos válidos: 19 974 111 (96,57 %) - Votos nulos: 710 101 (3,43 %) - Votos a candidaturas: 19 639 993 (98,33 %) - Votos en blanco: 334 118 (1,67 %) | Coalición Canaria (CC)                                        | 1       |
| - Electorado: 29 604 055 - Votantes: 20 684 212 (69,87 %) - Abstención: 8 919 843 (30,13 %) - Votos válidos: 19 974 111 (96,57 %) - Votos nulos: 710 101 (3,43 %) - Votos a candidaturas: 19 639 993 (98,33 %) - Votos en blanco: 334 118 (1,67 %) | Partido Independiente de Lanzarote (PIL)                      | 1       |
| - Electorado: 29 604 055 - Votantes: 20 684 212 (69,87 %) - Abstención: 8 919 843 (30,13 %) - Votos válidos: 19 974 111 (96,57 %) - Votos nulos: 710 101 (3,43 %) - Votos a candidaturas: 19 639 993 (98,33 %) - Votos en blanco: 334 118 (1,67 %) | Agrupación de Electores de Ibiza y Formentera al Senado (EFS) | 1       |

## Votación de investidura
El sábado 4 de mayo de 1996, el candidato del Partido Popular José María Aznar fue investido Presidente del Gobierno por mayoría absoluta en la primera votación. Convergencia i Unió, el Partido Nacionalista Vasco y Coalición Canaria apoyaron a Aznar después de dos meses de negociaciones con el Partido Popular, al que exigieron, entre otros compromisos, la eliminación del servicio militar obligatorio para dar su voto positivo en la investidura.
El pacto con CiU se conoció como el Pacto del Majestic, e incluía el desarrollo de la financiación autonómica ya iniciada en la etapa socialista y el traspaso de competencias). Este pacto tenía también su contrapartida regional puesto que tras las elecciones de 1999 CiU no tenía mayoría absoluta en el Parlament, y supuso el apoyo del PP de Cataluña. Este pacto tuvo consecuencias drásticas para la línea política del Partido Popular de Cataluña (PPC) y su líder, Alejo Vidal-Quadras, quien fue apartado de la presidencia del PPC, presentando su dimisión como Presidente de este, cumpliéndose los deseos de Jordi Pujol de apartarlo de la vida política catalana.
| Candidato                                     | Fecha                                                   | Voto |     |     |    |    |   |   |   |  |   |   |   | Total   |
| --------------------------------------------- | ------------------------------------------------------- | ---- | --- | --- | -- | -- | - | - | - |  | - | - | - | ------- |
| José María Aznar (PP)                         | 4 de mayo de 1996 Mayoría requerida: Absoluta (176/350) | Sí   | 156 |     |    | 16 | 5 | 4 |   |  |   |   |   | 181/350 |
| José María Aznar (PP)                         | 4 de mayo de 1996 Mayoría requerida: Absoluta (176/350) | No   |     | 141 | 21 |    |   |   | 2 |  | 1 | 1 |   | 166/350 |
| José María Aznar (PP)                         | 4 de mayo de 1996 Mayoría requerida: Absoluta (176/350) | Abs. |     |     |    |    |   |   |   |  |   |   | 1 | 1/350   |
| Faltaron a la votación los 2 diputados de HB. |                                                         |      |     |     |    |    |   |   |   |  |   |   |   |         |